# 艾维莱尔 (下莱茵省)
艾维莱尔（法語：Eywiller，发音：[aivilɛʁ]；德语：Eyweiler）是法国下莱茵省的一个市镇，属于萨韦尔讷区和英维莱尔县（Ingwiller）。该市镇总面积4.69平方公里，2009年时的人口为273人。

## 人口
艾维莱尔人口变化图示